# 로봇공학
로봇공학(robotics, 로보틱스)은 로봇에 관한 과학이자 기술학으로, 컴퓨터 과학과 공학 등 여러 학문의 접점(interface)이자 학제간의 연구 영역이다. 로봇공학자는 로봇을 설계, 제조하고 응용 분야를 다루는 일을 한다. 로봇공학은 컴퓨터과학, 전자공학, 기계공학 등 관련 학문의 지식을 필요로 하며, 여러 유관 분야에서 다양한 지식의 도움을 받는다.

## 개요
로봇 공학은 기계 공학, 전기 공학, 정보 공학, 메카트로닉스 공학, 전자, 생물 의학 공학, 컴퓨터 공학, 제어 시스템 공학, 소프트웨어 공학, 수학 등의 분야를 통합하며, 로봇공학 분야에서는 작업을 자동화하고 인간이 할 수 없는 다양한 작업을 수행할 수 있는 기계를 개발한다. 로봇은 다양한 상황에서 다양한 목적으로 사용될 수 있지만 오늘날 대부분은 방사성 물질 검사, 폭탄 탐지 등 위험한 환경이나, 제조 공정, 또는 우주, 수중, 높은 곳 등 인간이 생존할 수 없는 곳에서 사용된다. 대표적으로 의료용 로봇이나 생활 로봇, 탐험 로봇, 구조 로봇 군사로봇 등이 있다.
더 깊이 들어가면 훨씬 더 많은 종류의 로봇이 있다. 로봇은 어떤 형태든 취할 수 있지만 일부는 외관상 인간과 유사하게 만들어졌다. 이는 일반적으로 사람들이 수행하는 특정 복제 행동에서 로봇을 수용하는 데 도움이 된다고 주장된다. 이러한 로봇은 걷기, 들어올리기, 말하기, 인지 또는 주로 인간이 수행하는 기타 작업을 복제하려고 시도한다. 오늘날의 로봇 중 다수는 자연에서 영감을 얻어 생체모방 로봇공학 분야에 기여하고 있다.
사용자 입력이 필요한 로봇도 있는 반면, 오토마타와 같은 로봇들은 자율적으로 작동한다. 자율적으로 작동할 수 있는 로봇을 만드는 개념은 고전 시대로 거슬러 올라간다. 그러나 로봇의 기능과 잠재적인 용도에 대한 연구는 20세기까지 크게 성장하지 못했다. 역사를 통틀어 다양한 학자, 발명가, 엔지니어, 기술자들은 로봇이 언젠가는 인간의 행동을 모방하고 인간과 같은 방식으로 작업을 관리할 수 있을 것이라고 자주 가정해 왔다.
오늘날 로봇 공학은 기술 발전이 계속되면서 빠르게 성장하는 분야이다. 새로운 로봇을 연구, 설계 및 제작하는 것은 국내, 상업적 또는 군사적이든 다양한 실용적인 목적을 달성하는 데 도움이 된다. 많은 로봇은 폭탄 해체, 불안정한 폐허에서 생존자 찾기, 광산 및 난파선 탐사 등 사람에게 위험한 작업을 수행하도록 제작되었다. 로봇공학은 STEM(과학, 기술, 공학, 수학)에서도 교육 보조 수단으로 사용되고 있다.

## 어원
'로봇'이라는 단어는 1920년에 출판된 체코의 작가 카렐 차페크의 희곡 로섬의 만능 로봇(Rossum's Universal Robots)에서 대중에게 소개한 로봇에서 유래되었다. 여기서 'Robot'이라는 단어는 슬라브어 'Robota'에서 유래되었는데, 이는 노동을 의미한다. 이 희극은 인간으로 오인될 수 있는, 로봇이라고 불리는 인조인간을 만드는 공장을 중심으로 이야기가 전개된다. 카를 차페크는 그 단어를 속이지 않았다고 말했다. 그는 옥스포드 영어사전에 있는 어원학에 관한 짧은 편지를 썼는데, 거기서 차페크는 그의 형제를 실제 창시자로 명명했다. 
옥스포드 영어사전에 따르면, '로봇'이라는 단어는 아이작 아시모프가 1941년 5월 아날로그 사이언스 픽션 앤드 팩트에서 출판한 공상 과학 단편 소설 《Liar!》에서 처음 사용되었다. 아시모프는 자신이 이 용어를 사용하고 있다는 사실을 모르고 있었다. 전기 장치의 과학과 기술은 전자공학이기 때문에 로봇공학은 이미 로봇의 과학과 기술을 언급했다. 아시모프의 다른 작품 중 일부에서 로봇이라는 단어의 첫 번째 사용은 단편 소설《Runaround》에서 로봇공학의 삼원칙에 대한 개념에서 소개한 바 있다. 그러나, 《Liar!》의 원래 간행물 〈Runaround〉보다 10개월 정도 앞서 있기 때문에 전자는 일반적으로 단어의 기원으로 인용된다.

## 역사
1948년, 노버트 위너는 실용적인 로봇공학의 기반인 사이버네틱스 원리를 만들었다. 디지털로 작동되고 프로그램 가능한 최초의 로봇인 유니메이트는 1961년에 다이 캐스팅 머신에서 뜨거운 금속 조각을 들어 올려 쌓기 위해 설치되었다. 오늘날에는 상용 (혹은 상용화된) 로봇과 산업용 로봇은 널리 보급되어 인간보다 더 정확하며 더 신뢰성 있게 일을 수행하는데 사용되고 있다. 로봇들은 보통 사람들이 하기엔 너무 더럽고, 위험해 보이는 작업을 대신 하기 위해 몇몇 직업자들에게 고용된다. 로봇은 소비자 및 산업 제품의 제조, 조립, 포장, 광업, 운송, 지구 및 우주 탐사, 수술, 무기, 실험실 연구, 안전 및 대량 생산에 널리 사용된다.

## 응용
점점 더 많은 로봇이 특정 작업을 위해 설계됨에 따라 이러한 분류 방법이 더욱 적합해졌다. 예를 들어, 많은 로봇은 조립 작업을 위해 설계되었으므로 다른 응용 분야에는 쉽게 적용할 수 없다. 이를 조립 로봇이라고 한다. 심 용접(seam welding)의 경우 일부 공급업체는 로봇이 포함된 완전한 용접 시스템, 즉 턴테이블 등과 같은 기타 자재 취급 시설과 함께 용접 장비를 통합 장치로 제공한다. 이러한 통합 로봇 시스템은 별도의 조작 장치를 다양한 작업에 적용할 수 있음에도 불구하고 용접 로봇(welding robot)이라고 한다. 일부 로봇은 무거운 하중 조작을 위해 특별히 설계되었으며 중형 로봇(heavy-duty robot)으로 표시되어 있다.

## 제어
작업을 수행하려면 로봇의 기계적 구조를 제어해야 한다. 로봇 제어에는 인식, 처리, 동작(로봇 패러다임)이라는 세 가지 단계가 포함된다. 센서는 환경이나 로봇 자체에 대한 정보(관절 위치 또는 엔드 이펙터)를 제공한다. 그런 다음 이 정보는 처리되어 저장 또는 전송되고, 필요한 조정 동작 또는 힘 작용을 달성하기 위해 기계 구조를 움직이는 액추에이터(모터)에 대한 적절한 신호를 계산한다.
처리 단계는 복잡할 수 있다. 반응 수준에서는 원시 센서 정보를 액추에이터 명령으로 직접 변환할 수 있다. 예를 들어, 샤프트에 필요한 토크·속도를 달성하기 위해 인코더 피드백 신호를 직접 기반으로 모터 전력 전자 게이트 실행한다. 먼저 센서 융합과 내부 모델을 사용하여 잡음이 있는 센서 데이터에서 관심 매개변수(로봇 그리퍼의 위치 등)를 추정할 수 있다. 근접 센서로 물체가 감지될 때까지 그리퍼를 특정 방향으로 움직이는 것, 즉 즉각전인 작업이 때때로 이러한 추정치로부터 추론된다. 제어 이론의 기술은 일반적으로 더 높은 수준의 작업을 액추에이터를 구동하는 개별 명령으로 변환하는 데 사용되며, 대부분 기계 구조의 운동학적 및 동적 모델을 사용한다.
더 긴 시간 규모 또는 더 정교한 작업에서는 로봇이 인지 모델을 구축하고 추론해야 할 수도 있다. 인지 모델은 로봇, 세계, 그리고 두 가지가 상호 작용하는 방식을 표현하려고 한다. 패턴 인식과 컴퓨터 비전을 사용하여 물체를 추적할 수 있다. 매핑 기술을 사용하여 세계 지도를 만들 수 있다. 마지막으로 동작 계획 및 기타 인공 지능 기술을 사용하여 행동 방법을 파악할 수 있다. 예를 들어, 기획자는 장애물에 부딪치거나 넘어지지 않고 작업을 달성하는 방법을 알아낼 수 있다.
현대의 상업용 로봇 제어 시스템은 매우 복잡하고 여러 센서와 이펙터를 통합하고 상호 작용하는 자유도(DOF)가 많으며 운영자 인터페이스, 프로그래밍 도구 및 실시간 기능이 필요하다. 종종 더 넓은 통신 네트워크에 상호 연결되며 많은 경우 사물인터넷 지원 및 모바일이 모두 가능하다. 개방형 아키텍처, 계층화되고 사용자 친화적이며 '지능형' 센서 기반 상호 연결된 로봇을 향한 진보는 유연한 제조 시스템(FMS)과 관련된 초기 개념에서 나타났으며 로봇 제어 개발자를 지원하는 여러 '개방형 또는 '하이브리드' 참조 아키텍처가 존재한다. '폐쇄형' 로봇 제어 시스템이라는 기존의 초기 개념을 뛰어넘는 소프트웨어 및 하드웨어가 제안되었다. 개방형 아키텍처 컨트롤러는 시스템 개발자, 최종 사용자 및 연구 과학자를 포함하여 광범위한 로봇 사용자의 증가하는 요구 사항을 더 잘 충족할 수 있으며 인더스트리 4.0과 관련된 고급 로봇 개념을 제공하는 데 더 나은 위치에 있다고 한다. 엔드 이펙터의 위치, 속도 및 힘 제어와 같은 로봇 컨트롤러의 많은 확립된 기능을 활용하는 것 외에도 IoT 상호 연결과 적응형 제어, 퍼지 제어 및 인공 신경망을 포함한 보다 진보된 센서 융합 및 제어 기술의 구현을 가능하게 한다. 이러한 기술을 실시간으로 구현하면 제어 시스템이 환경 변화를 학습하고 이에 적응할 수 있게 하여 알 수 없거나 불확실한 환경에서 작동하는 로봇의 안정성과 성능을 잠재적으로 향상시킬 수 있다. 로봇 컨트롤러에 대한 참조 아키텍처의 몇 가지 예와 이를 기반으로 개발된 실제 로봇 컨트롤러의 성공적인 구현 예도 있다. 일반적인 참조 아키텍처와 관련 상호 연결된 개방형 아키텍처 로봇 및 컨트롤러 구현의 한 예는 2000년 영국 선더랜드 대학의 마이클 쇼트(Michael Short)와 동료가 개발하였다. 로봇은 실시간으로 새로운 고급 지능형 제어 및 환경 매핑 방법의 프로토타입 구현을 포함하여 다양한 연구 개발 연구에 사용되었다.

## 같이 보기
- 인공지능